# Bulletin of the American Mathematical Society
Pour les articles homonymes, voir Bams (homonymie).
Le Bulletin of the American Mathematical Society, souvent abrégé Bull. Amer. Math. Soc., est une revue trimestrielle publiée par l'American Mathematical Society. Elle publie des études sur la recherche contemporaine et des critiques de livres dans le domaine des mathématiques.
Le premier numéro est paru en 1891. Les articles des numéros anciens sont numérisés ou en cours de numérisation puis mis en ligne sur le site de la revue. Les numéros les plus récents sont publiés sur le site avant même leur parution dans la revue papier. L'utilisation à des fins éducatives ou de recherche des articles du Bulletin of the American Mathematical Society est libre.